# Дубовий Мис
Дубо́вий Мис (рос. Дубовый Мыс) — село у складі Нанайського району Хабаровського краю, Росія. Адміністративний центр Дубовомиського сільського поселення.

## Населення
Населення — 1358 осіб (2010; 1427 у 2002).
Національний склад (станом на 2002 рік):
- росіяни — 91 %